# Myrianthus arboreus
Myrianthus arboreus es una especie de planta de la familia Urticaceae. Son propias de las zonas tropicales de África.

Sus hojas son una importante fuente de alimento en los estados del Delta y Edo de Nigeria donde se la conoce localmente por el nombre de Ujuju. Sus frutos también son comestibles.